# Oldenlandia toussidana
Oldenlandia toussidana är en måreväxtart som beskrevs av Quezel. Oldenlandia toussidana ingår i släktet Oldenlandia och familjen måreväxter. Inga underarter finns listade i Catalogue of Life.